# 全国高等学校アーチェリー選抜大会
全国高等学校アーチェリー選抜大会（ぜんこくこうとうがっこう－せんばつたいかい）は、全日本アーチェリー連盟主催で毎年3月下旬に行われる高校アーチェリーの全国大会である。

## 概要
全国高等学校総合体育大会アーチェリー競技大会と並ぶ高校アーチェリー2大大会であり、JOCジュニアオリンピックカップも兼ねて実施される。
第1回は1983年に開催。開催地は当初持ち回りであったが、第12回（1994年）から第14回（1996年）までは滋賀県長浜市でインドア大会として行われ、第16回（1998年）より静岡県掛川市のつま恋多目的広場に固定されている。なお2010年度と2019年度はそれぞれ中止。

## 種目
- 男子
  - 70m
- 女子
  - 70m